# Ел-Баяд (област)
Ел-Баяд (на арабски: ولاية البيض) е област на Алжир. Населението ѝ е 228 624 жители (по данни от април 2008 г.), а площта 78 870 кв. км. Намира се в часова зона UTC+01. Телефонният ѝ код е +213 (0) 49. Административен център е град Ел-Баяд.